# Идоменей (опера Моцарта)
«Идомене́й, царь Кри́тский, или И́лия и Идама́нт» (итал. Idomeneo, re di Creta ossia Ilia e Idamante, KV 366) — опера (по определению автора, «музыкальная драма», итал. dramma per musica) в трёх актах Вольфганга Амадея Моцарта на либретто Джамбаттисты Вареско. Это первая «взрослая» опера композитора, демонстрирующая его мастерство в оркестровке, речитативе и блещущая богатством мелодических линий.
Премьера состоялась 29 января 1781 года в Мюнхене, на сцене Резиденц-театра.

## История
Опера сочинялась по заказу баварского и пфальцского курфюрста Карла Теодора. 24-летний Моцарт приехал в столицу Баварии, на несколько месяцев покинув Зальцбург, где остался его отец, Леопольд Моцарт. Между ними происходила постоянная переписка (Моцарт-младший писал почти каждые два дня), в результате чего почти весь процесс работы оказался документально зафиксирован.
Премьера состоялась 29 января 1781 года во время придворного карнавала в Мюнхенской резиденции курфюрста, на сцене Резиденц-театра с участием Антона Рааффа (Идоменей), Доротеи Вендлинг (Илия), Винченцо даль Прато (Идамант), Элизабет Августы Вендлинг (Электра), Доменико де Панцакки (Арбас) и Джованни Валези (Верховный жрец Нептуна).
Мюнхенская постановка оказалась единственной при жизни Моцарта. Его попытки поставить оперу в Вене провалились, единственное концертное исполнение состоялось 13 марта 1786 года в венском дворце Ауэршперг и потребовало множества вынужденных изменений (венская редакция). Первая сценическая постановка в Вене состоялась лишь в 1806 году.

## Либретто
Либретто Джамбаттисты Вареско, придворного капеллана в Зальцбурге, основывалось на текстах Антуана Данше для оперы Андре Кампра «Идоменей» (1712), которые, в свою очередь, базировались на одноимённой трагедии в пяти актах Проспера Кребийона (1705).
В основе сюжета — предания мифологической Эллады. Заглавный герой оперы, критский царь Идоменей — полководец, участник Троянской войны и упоминается в «Илиаде». Мотивы рокового обета божеству и жертвоприношения отцом своего ребенка встречается у многих народов, а в том числе в ветхозаветной Книге Судей, 11:30-40 (Иеффай и его дочь). В либретто аббата Вареско сюжет об отце, дающем клятву отдать в жертву богам первого встреченного, которым оказывается его собственный ребёнок, обретает счастливый финал в образе «Бога из машины».
Работа над либретто проходила под непосредственным контролем Моцарта, он вынуждал либреттиста переписывать многие сцены, желая стремительности действия и психологической правды сюжетных поворотов. В последний момент Моцарт выбрасывает из оперы уже готовые две арии и дуэт, посчитав, что они растягивают действие. Он ссорится с певцами, требующими кантиленных арий, когда драматизм сюжета требует совсем другого.

## Действующие лица
- Идоменей, царь Крита — тенор
- Идамант, его сын — сопрано (в венской редакции, тенор)
- Электра, дочь царя Агамемнона — сопрано
- Илия, дочь троянского царя Приама — сопрано
- Арбас, друг Идоменея — тенор
- Верховный жрец Нептуна — тенор
- Голос оракула Нептуна — бас
- Две критских женщины — сопрано и меццо-сопрано
- Два троянца — тенор и бас

## Синопсис
Действие происходит на острове Крит после окончания Троянской войны.

### Акт 1
Плененная троянская принцесса оплакивает убитого отца и пропавших братьев. Но не ненависть, а любовь к сыну критского царя Идаманту владеет её сердцем. Идамант тоже любит Илию, и ради неё хочет вернуть свободу пленным троянцам. Электра, нареченная невеста Идаманта, предается порывам ревности. Между тем, Арбас приносит известие, что критский царь Идоменей, возвращавшийся от стен Трои на родину, погиб в море.
Чтобы спасти свою жизнь и жизни своих сподвижников, Идоменей поклялся Нептуну принести ему в жертву первого, кого встретит на родном берегу. Первым спешит приветствовать отца Идамант.

### Акт 2
Идоменей советуется с Арбасом, как спасти сына. Они отсылают Идаманта вместе с Электрой в её родной Аргос. Идоменей дарует волю троянским пленникам, но Илия просит остаться на Крите. Идоменей догадывается о взаимной любви Илии и Идаманта. Электра счастлива: Идамант будет принадлежать ей.
Как только Идамант и Электра садятся в корабль, разгневанный Нептун посылает на Крит морское чудовище. Народ в страхе разбегается.

### Акт 3
Несмотря на гнев Нептуна, Идоменей настаивает на отъезде Идаманта, но Идамант решает вступить в бой с чудовищем и побеждает его. Верховный жрец Нептуна предупреждает царя о бедствиях, которые постигнут его народ за неисполнение клятвы. Идоменей готов принести сына в жертву. Илия желает отдать за Идаманта свою жизнь. Нептун тронут её любовью и через оракула повелевает Идоменею оставить престол и передать его Идаманту после его брака с Илией. Народ поет хвалу богам, лишь Электра не участвует в ликовании: преследуемая фуриями ревности, она удаляется со сцены.

## Состав оркестра
Партитура Моцарта включает:
- Флейту-пикколо (только в сцене бури из концовки II акта); 2 флейты,  2 гобоя, 2 кларнета, 2 фагота
- 4 валторны, 2 трубы; 3 тромбона (только в эпизоде с голосом Нептуна из III акта)
- Литавры
- Струнные.

Бас континуо:
- клавесин и виолончель

## Музыкальные номера
- Увертюра

Акт 1
- N. 1 Речитатив Quando avran fine omai и Ария Padre, germani, addio! (Илия)
- N. 2 Ария Non ho colpa (Идамант)
- N. 3 Хор Godiam la pace
- N. 4 Речитатив Estino è Idomeneo? и Ария Tutte nel cor vi sento (Электра)
- N. 5 Хор Pietà! Numi, pietà
- N. 6 Речитатив Ecco ci salvi al fin и Ария Vedrommi intorno (Идоменей)
- N. 7 Ария Il padre adorato (Идамант)
- N. 8 Марш
- N. 9 Хор Nettuno s’onori

Акт 2
- N. 10 Ария Se il tuo duol (Арбас)
- N. 11 Ария Se il padre perdei (Илия)
- N. 12 Речитатив Qual mi contruba i sensi и Ария Fuor del mar (Идоменей)
- N. 13 Речитатив Chi mai del mio provo и Ария Idol mio, se ritroso (Электра)
- N. 14 Марш и речитатив Odo da lunge (Электра)
- N. 15 Хор Placido è il mar
- N. 16 Терцет Prei di partir, oh Dio! (Идамант, Электра, Идоменей)
- N. 17 Хор Qual nuovo terrore!
- N. 18 Хор Corriamo, fuggiamo

Акт 3
- N. 19 Ария Zeffiretti lusinghieri (Илия)
- N. 20 Речитатив Odo? o sol quel, che brama и Дуэт S’io non moro a questi accenti (Идамант, Илия)
- N. 21 Квартет Andro ramingo e solo (Идоменей, Илия, Идамант, Электра)
- N. 22 Ария Se colà ne' fati è scritto (Арбас)
- N. 23 Речитатив Volgi intorno lo sguardo (Верховный жрец Нептуна)
- N. 24 Хор Oh voto tremendo!
- N. 25 Марш
- N. 26 Каватина с хором Accogli, oh re del mar (Верховный жрец Нептуна, Идоменей)
- N. 27 Речитатив Padre, mio caro padre! и Ария No, la morte io non pavento (Идамант)
- N. 28 Сцена Ha vinto amore (Голос оракула Нептуна)
- N. 29 Ария D’Oreste, d’Ajace (Электра)
- N. 30 Последняя сцена Popoli! a voi
- N. 31 Ария Torna la pace al core (Идоменей)
- N. 32 Хор Scenda Amor, scenda Imeneo
- KV 367 — балетная музыка для оркестра к опере «Идоменей»

## А. Н. Серовоб «Идоменее» Моцарта (1858)
… Моцарт не был реформатором, не разрушал преднамеренно всего принятого, утвердившегося обычаем. Напротив того: он брал готовые формы, но в них стремился дать полный простор своей художественной натуре, своей способности создать музыку.
Условия серьёзной оперы для мюнхенской сцены тяготели над Моцартом (24-летним юношей!). Певцы были далеко не первостепенные: оперные привычки требовали партии для мужского сопрано, не допускали басовой партии между главными лицами, виртуозность певцов не могла обойтись без множества бравурных арий с модными руладами и т. д. Таким образом, в этой опере Идоменей — тенор (!), сын его — сопрано (!), наперсник тоже тенор; арии переполнены приторными украшениями из времен париков с косами, пудры и мушек. В расположении сцен оперы рутинная условность и риторичность до крайности холодят действие и делают эту пьесу из времен мифологических совершенно отжившею для публики нынешней. Тем не менее при всех этих «кандалах» обычая (usus tyrannus) Моцарт умел создать музыку в своем роде превосходную, умел сочетать красоты итальянской оперной школы (своего времени) с патетической правдивостью стиля Глюка, обогатить такое слияние неисчерпаемой изобретательностью в гармонизации и в приемах сложного кристаллического оркестра, до появления этой оперы неслыханного. В целом опера «Идоменей» для нашего времени тяжела, скучна; в отдельных сценах в ней есть красоты, которые и самим Моцартом не были превзойдены, а как первое из зрелых оперных созданий великого художника, как партитура, в которой гений Моцарта впервые высказался во всей полноте, во всей роскоши своих сил, «Идоменей» оправдывает пристрастие к нему самого Моцарта и останется занимательнейшим и полезнейшим образцом для изучения…

## Последующие постановки
В 20-х годах XIX века опера исполнялась в Санкт-Петербурге силами немецкой труппы, но успеха не имела.
В сентябре 2006 года в берлинском театре Немецкая опера была отменена постановка режиссёра Ханса Нойенфельса (Hans Neuenfels) 2003 года из опасений оскорбить религиозные чувства зрителей (в одной из сцен выставлялись отрубленные головы лидеров мировых религий).

## Избранная дискография
- 1951 — дир. Фриц Буш — Ричард Льюис, Леопольд Симоно, Сена Юринац, Биргит Нильсон
- 1982 — Джеймс Ливайн — Лучано Паваротти, Фредерика фон Штаде, Илеана Котрубас, Хильдегард Беренс — Хор и оркестр театра Метрополитен-опера
- 1991 — дир. Джон Элиот Гардинер — Энтони Рольф Джонсон, Анна Софи фон Оттер, Хиллеви Мартинпелто, Сильвия Макнейр, Найджел Робсон, Глен Винслейд — Монтеверди-хор, Оркестр English Baroque Soloists
- 1991 — дир. Колин Дэвис — Франсиско Арайза, Барбара Хендрикс, Вернер Хольвег, Уве Хайльманн, Сюзанна Ментцер — Симфонический оркестр Баварского радио
- 1996 — дир. Джеймс Ливайн — Пласидо Доминго, Чечилия Бартоли, Кароль Ванесс, Брин Терфель, Хайди Грант Мёрфи, Фрэнк Лопардо, Томас Хэмпсон — Хор и оркестр театра Метрополитен-опера
- 2001 — дир. Чарльз Маккеррас — Йен Бостридж, Лоррейн Хант Либерсон, Лайза Милн, Барбара Фриттоли, Энтони Рольф Джонсон — Хор Эдинбургского фестиваля, Шотландский камерный оркестр

### Видеозаписи
- 2017, 25 марта. Дирижёр Джеймс Ливайн. Илия — Надин Сьерра, Электра — Эльза ван ден Хевер (англ. Elza van den Heever), Идамант — Элис Кут, Идоменей — Мэттью Поленцани (англ. Matthew Polenzani). Хор и оркестр театра Метрополитен-опера[1].